# Litoria pinocchio
La rana pinocho (Litoria pinocchio) es potencialmente una especie no descrita de anfibio anuro del género Litoria. Fue descubierta en Indonesia en el año 2008, en las montañas Foja, en la provincia de Papúa. Se apodó la rana pinocho por la protuberancia similar a una nariz humana. Según indican los científicos, puede mover su nariz hacia arriba ante la llamada del macho o hacia abajo cuando está menos activa.
La rana fue hallada encima de un saco de arroz por el herpetólogo Paul Oliver, del programa de Conservación Internacional RAP. Fue el único ejemplar que se encontró, aunque se supone que pueden vivir en la copa de los árboles ya que se trata de una rana arborícola. Se alimentan de insectos y reptiles.